# Asociación Porteña de Fútbol Profesional 1940
El Campeonato de la Asociación Porteña de Fútbol Profesional 1940 o simplemente La Porteña 1940 (por como era conocida popularmente), fue la 1.a edición de este torneo, competición de carácter oficial y profesional, correspondiente a la temporada 1940 se jugó en paralelo al implementado en Santiago por la Asociación Central de Fútbol de Chile. Fue organizado por la Asociación Porteña de Fútbol Profesional.
El campeón fue La Cruz Football Club, que, pese a caer por 7:1 ante Santiago Wanderers Football Club en la última jornada, se adjudicó su primer título de la Asociación Porteña de Fútbol Profesional.

## Sistema de competición
Consta de un grupo único integrado por cinco clubes de la Provincia de Valparaíso. Siguiendo un sistema de liga, los cinco equipos se enfrentaron todos contra todos en una ocasión, en campo neutro, sumando un total de 5 jornadas. El orden de los encuentros fue decidido por sorteo antes de empezar la competición.
La clasificación final se establecerá teniendo en cuenta los puntos obtenidos en cada enfrentamiento, a razón de dos por partido ganado, uno por empate y ninguno en caso de derrota. Si al finalizar el campeonato dos equipos igualan a puntos, los mecanismos para desempatar la clasificación son los siguientes:
- El que tiene una mayor diferencia entre goles a favor y en contra en los enfrentamientos entre ambos.
- Si persiste el empate, se tiene en cuenta la diferencia de goles a favor y en contra en todos los encuentros del campeonato.

Si el empate a puntos se produce entre tres o más clubes, los sucesivos mecanismos de desempate son los siguientes:
- La mejor puntuación que a cada uno corresponde a tenor de los resultados de los partidos jugados entre sí por los clubes implicados.
- La mayor diferencia de goles a favor y en contra, considerando únicamente los partidos jugados entre sí por los clubes implicados.
- La mayor diferencia de goles a favor y en contra teniendo en cuenta todos los encuentros del campeonato.
- El mayor número de goles a favor teniendo en cuenta todos los encuentros del campeonato.

## Equipos participantes
| Equipo                               | Ciudad                        |
| ------------------------------------ | ----------------------------- |
| Deportes Viña del Mar                | Viña del Mar                  |
| Deportivo Las Zorras                 | Valparaíso (Cerro Las Zorras) |
| Gimnástico-Administración del Puerto | Valparaíso                    |
| La Cruz FC                           | Valparaíso (Cerro La Cruz)    |
| Santiago Wanderers FC                | Valparaíso                    |

## Clasificación
|    | Equipo                           | PTS | PJ | PG | PE | PP | GF | GC | DG  |
| -- | -------------------------------- | --- | -- | -- | -- | -- | -- | -- | --- |
| 1. | La Cruz FC                       | 6   | 4  | 3  | 0  | 1  | 7  | 11 | -4  |
| 2. | Gimnástico-Administración Puerto | 5   | 4  | 2  | 1  | 1  | 10 | 14 | -4  |
| 3. | Deportes Viña del Mar            | 4   | 4  | 1  | 2  | 1  | 6  | 6  | 0   |
| 4. | Deportivo Las Zorras             | 3   | 4  | 1  | 1  | 2  | 6  | 9  | -3  |
| 5. | Santiago Wanderers FC            | 2   | 4  | 1  | 0  | 3  | 15 | 4  | +11 |

     Campeón.

## Resultados
| Fecha 1              | Fecha 1   | Fecha 1                          | Fecha 1    | Fecha 1      |
| Local                | Resultado | Visita                           | Estadio    | Fecha        |
| -------------------- | --------- | -------------------------------- | ---------- | ------------ |
| Deportivo Las Zorras | 3 - 2     | Gimnástico-Administración Puerto | Las Zorras | 6 de octubre |
| Santiago Wanderers   | 0 - 1     | Deportes Viña del Mar            | Las Zorras | 6 de octubre |
| Libre: La Cruz       |           |                                  |            |              |

| Fecha 2                          | Fecha 2   | Fecha 2              | Fecha 2    | Fecha 2       |
| Local                            | Resultado | Visita               | Estadio    | Fecha         |
| -------------------------------- | --------- | -------------------- | ---------- | ------------- |
| Gimnástico-Administración Puerto | 3 - 2     | La Cruz              | Las Zorras | 12 de octubre |
| Deportes Viña del Mar            | 2 - 2     | Deportivo Las Zorras | Las Zorras | 12 de octubre |
| Libre: Santiago Wanderers        |           |                      |            |               |

| Fecha 3                      | Fecha 3   | Fecha 3                          | Fecha 3    | Fecha 3       |
| Local                        | Resultado | Visita                           | Estadio    | Fecha         |
| ---------------------------- | --------- | -------------------------------- | ---------- | ------------- |
| La Cruz                      | 3 - 1     | Deportivo Las Zorras             | Las Zorras | 20 de octubre |
| Santiago Wanderers           | 6 - 2     | Gimnástico-Administración Puerto | Las Zorras | 20 de octubre |
| Libre: Deportes Viña del Mar |           |                                  |            |               |

| Fecha 4                                 | Fecha 4   | Fecha 4              | Fecha 4                 | Fecha 4         |
| Local                                   | Resultado | Visita               | Estadio                 | Fecha           |
| --------------------------------------- | --------- | -------------------- | ----------------------- | --------------- |
| Santiago Wanderers                      | 2 - 0     | Deportivo Las Zorras | Las Zorras              | 17 de noviembre |
| Deportes Viña del Mar                   | 0 - 1     | La Cruz              | Municipal de Valparaíso | 17 de noviembre |
| Libre: Gimnástico-Administración Puerto |           |                      |                         |                 |

| Fecha 5                          | Fecha 5   | Fecha 5               | Fecha 5                 | Fecha 5         |
| Local                            | Resultado | Visita                | Estadio                 | Fecha           |
| -------------------------------- | --------- | --------------------- | ----------------------- | --------------- |
| Gimnástico-Administración Puerto | 3 - 3     | Deportes Viña del Mar | Las Zorras              | 1 de diciembre  |
| Santiago Wanderers               | 7 - 1     | La Cruz               | Municipal de Valparaíso | 22 de diciembre |
| Libre: Deportivo Las Zorras      |           |                       |                         |                 |

## Campeón
| La Cruz Football Club |
| Campeón               |
| 1.° título            |

#### Periódicos y publicaciones
- Diario La Unión (20.183). 1940.
- Diario La Unión (20.190). 1940.
- Diario La Unión (20.198). 1940.
- Diario La Unión (20.226). 1940.
- Diario La Unión (20.240). 1940.
- Diario La Unión (20.261). 1940.

| Predecesor: - | Campeonato oficial de la Asociación Porteña de Fútbol Profesional La Porteña 1940 octubre ‑ diciembre de 1940 | Sucesor: La Porteña 1941 abril ‑ diciembre de 1941 |

- Datos: Q115476278